# Wojciech Kujawski
Wojciech Maciej Kujawski (ur. 27 lutego 1955 roku w Ostródzie) – polski chemik, zajmujący się chemią fizyczną, procesami membranowymi oraz technologią nieorganiczną.

## Życiorys
W 1974 roku ukończył Liceum Ogólnokształcące im Mikołaja Kopernika w Olsztynie. Następnie podjął studia na Uniwersytecie Mikołaja Kopernika w Toruniu, które ukończył w roku 1979. Sześć lat później obronił pracę doktorską zatytułowaną Izotermiczny transport jonów i wody przez membranę Nafion 120 w roztworach NaOH na podstawie liniowej termodynamiki nierównowagowej. Rozprawę habilitacyjną pt. Perwaporacja i możliwości wykorzystania jej w przemyśle obronił na Politechnice Szczecińskiej w 2008 roku. W roku 2011 uzyskał także stopień HDR (Habilitation à Diriger les Recherches) – francuski odpowiednik polskiej habilitacji, w Uniwersytecie Montpellier (Francja). Jest profesorem tytularnym, w latach 2012-2016 był Prodziekanem ds. Rozwoju i Współpracy z Zagranicą na Wydziale Chemii UMK w Toruniu. Od roku 2018 jest Kierownikiem Katedry Chemii Fizycznej i Fizykochemii Polimerów na Wydziale Chemii UMK w Toruniu.

## Wybrane publikacje
- Infrared Investigations of Sulfonated Ionomer Membranes, J. Appl. Pol.Sci. 44 (1992) 951-958,
- Properties of Interpolymer PESS Ion-Exchange Membranes in Contact with Solvents of Different Polarity, Sep. Sci. Technol., 32 (1997) 1657-1667,
- Application of pervaporation and vapor permeation in the environmental protection, Polish Journal of Environmental Studies 9 (2000) 13-26,
- Swelling properties of ion-exchange membranes in contact with water-alcohol mixtures, Sep. Sci. Technol. 39 (2004) 2137-3154,
- Transport Properties of Ion-Exchange Membranes during Pervaporation of Water-Alcohol Mixtures, Sep. Sci. Technol. 40 (2005) 2277-2295,
- The procedure of determination of dichloromethane and tetrachloroethylene in water with pervaporation and gas chromatography, Chemical Papers, 65 (2011) 578-583
- K. Zielińska, W. Kujawski, A. G. Chostenko, Chitosan hydrogel membranes for pervaporative dehydration of alcohols, Separation and Purification Technology, 83 (2011) 114-120
- J. Kujawa, W. Kujawski, S. Koter, A. Rozicka, S. Cerneaux, M. Persin, A. Larbot, Efficiency of grafting of Al2O3, TiO2 and ZrO2 powders by perfluoroalkylsilanes, Colloids and Surfaces A: Physicochem. Eng. Aspects, 420 (2013) 64– 73
- W. Kujawski, A. Sobolewska, K. Jarzynka, C. Güell, M. Ferrando, J. Warczok, Application of osmotic membrane distillation process in red grape juice concentration, Journal of Food Engineering, 116 (2013) 801-808
- J. Niemistö, W. Kujawski, R.L. Keiski, Pervaporation performance of composite poly(dimethyl siloxane) membrane for butanol recovery from model solutions, J. Membrane Sci., 434 (2013) 55-64
- A. Rozicka, J. Niemistö, R. L. Keiski, W. Kujawski, Apparent and intrinsic properties of commercial PDMS based membranes in pervaporative removal of acetone, butanol and ethanol from binary aqueous mixtures, J. Membrane Sci., 453 (2014) 108–118
- J. Kujawski, A. Rozicka, M. Bryjak, W. Kujawski, Pervaporative removal of acetone, butanol and ethanol from binary and multicomponent aqueous mixtures, Separation and Purification Technology, 132 (2014) 422-429
- J. Kujawa, S. Cerneaux, S. Koter, W. Kujawski, Highly efficient hydrophobic titania ceramic membranes for water desalination, ACS Applied Materials and Interfaces, 6 (2014) 14223-14230
- B. Pośpiech, W. Kujawski, Ionic liquids as selective extractants and ion carriers of heavy metal ions from aqueous solutions utilized in extraction and membrane separation. Reviews in Chemical Engineering, 31 (2015) 179–191
- A. Kujawska, K. Knozowska, J. Kujawa, W. Kujawski, Influence of downstream pressure on pervaporation properties of PDMS and POMS based membranes, Separation and Purification Technology, 159 (2016) 68-80
- J. Kujawa, W. Kujawski, Functionalization of Ceramic Metal Oxide Powders and Ceramic Membranes by Perfluroalkylsilanes and Alkylsilanes Possessing Different Reactive Groups –Physicochemical and Tribological Properties, ACS Applied Materials & Interfaces, 8 (2016) 7509-7521
- K. Rychlewska, W. Kujawski, K. Konieczny, Pervaporative removal of organosulfur compounds (OSCs) from gasoline using PEBA and PDMS based commercial hydrophobic membranes, Chemical Engineering Journal 309 (2017) 435–444
- J. Kujawa, S. Al-Gharabli, W. Kujawski, K. Knozowska, Molecular grafting of fluorinated and non-fluorinated alkylsiloxanes on various ceramic membrane surfaces for the removal of VOCs applying vacuum membrane distillation, ACS Applied Materials & Interfaces 9 (2017) 6571–6590
- J. Szczerbińska, W. Kujawski, J. M. Arszyńska, J. Kujawa, Assessment of Air-Gap Membrane Distillation with Hydrophobic Porous Membranes Utilized for Damaged Paintings Humidification, Journal of Membrane Science 538 (2017) 1-8
- K. Knozowska, W. Kujawski, P. Zatorska, J. Kujawa, Pervaporative efficiency of organic solvents separation employing hydrophilic and hydrophobic commercial polymeric membranes, Journal of Membrane Science 564 (2018) 444–455
- K. Knozowska, G. Li, W. Kujawski, J. Kujawa, Novel heterogeneous membranes for enhanced separation in organic-organic pervaporation, Journal of Membrane Science 599 (2020) 117814
- K. Knozowska, J. Kujawa, R. Lagzdins, A. Figoli, W. Kujawski, A new type of composite membrane PVA-NaY/PA-6 for separation of industrially valuable solvents ethanol/ethyl tert-butyl ether by pervaporation, Materials, 13 (2020) 3676; doi:10.3390/ma13173676
- W. Kujawski, A. Yaroshchuk, E. Zholkovskiy, I. Koter, S. Koter, Analysis of membrane transport equations for reverse electrodialysis (RED) by using irreversible thermodynamics, Int. J. Mol. Sci. 21 (2020) 6325; doi:10.3390/ijms21176325
- G. Li, W. Kujawski, R. Válek, S. Koter, A review - the development of hollow fibre membranes for gas separation processes, International Journal of Greenhouse Gas Control 104 (2021) 103195